# Minnesota Orchestra

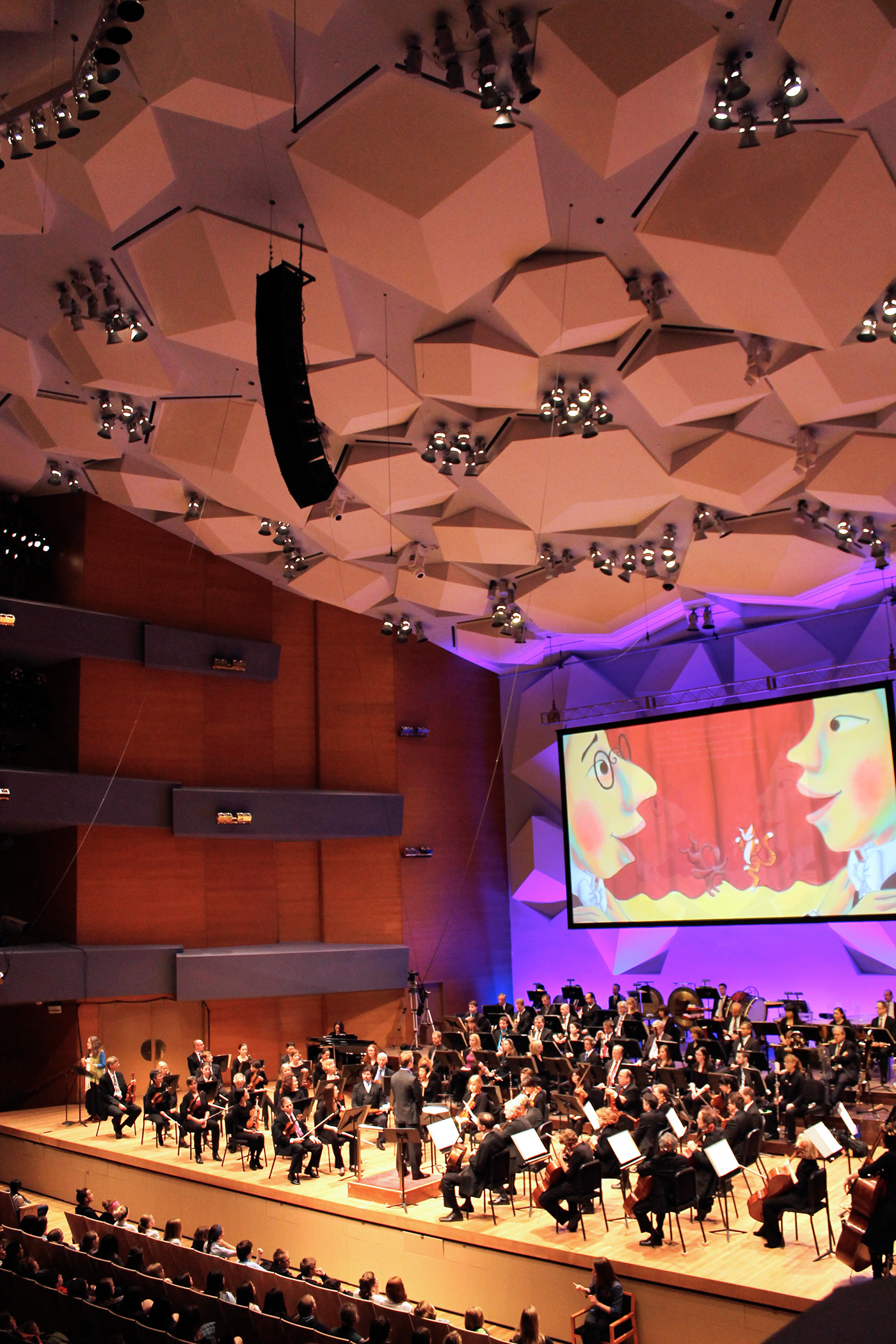
Minnesota Orchestra

Het Minnesota Orchestra is een Amerikaans symfonieorkest dat was door Emil Oberhoffer in 1903 werd opgericht onder de naam Minneapolis Symphony Orchestra. Het eerste optreden vond plaats op 5 november 1903. In 1968 werd de naam veranderd in Minnesota Orchestra en in 1974 verhuisde het orkest van het Northrop Memorial Auditorium op de campus van de Universiteit van Minnesota in Minneapolis naar de Orchestra Hall in het centrum van de stad. De chef-dirigent is met ingang van 2023 de Deen Thomas Søndergård, die na twintig jaar de Fin Osmo Vänskä opvolgde.

## Chef-dirigenten
- Emil Oberhoffer (1903-1922)
- Henri Verbrugghen (1923-1931)
- Eugene Ormandy (1931-1936)
- Dimitri Mitropoulos (1937-1949)
- Antal Doráti (1949-1960)
- Stanisław Skrowaczewski (1960-1979)
- Neville Marriner (1979-1986)
- Edo de Waart (1986-1995)
- Eiji Oue (1995-2002)
- Osmo Vänskä (2003-2022)
- Thomas Søndergård (2023-)

## Opnamen
Het orkest maakte zijn eerste opnamen in 1924, waarna een aantal noemenswaardige opnamen volgden, zoals Mahlers tweede symfonie met Eugene Ormandy. In de jaren veertig contracteerde Columbia het orkest en maakte een mooie serie opnamen met Ormandy's opvolger, Dimitri Mitropoulos. In 1954 maakte het orkest met Antal Doráti de eerste complete opnamen van de balletten van Tsjaikovski: Het zwanenmeer, Doornroosje en De notenkraker. In 2006 begon het orkest met de opnamen van de complete symfonieën van Ludwig van Beethoven voor het Zweedse BIS label. De opname van de Negende met het Minnesota Chorale, werd in 2007 genomineerd voor een Grammy Award.